# George M. Humphrey

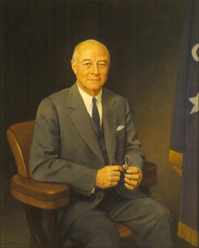
Porträt von G.M. Humphrey im Finanzministerium

George Magoffin Humphrey (* 8. März 1890 in Cheboygan County (Michigan); † 20. Januar 1970 in Cleveland (Ohio)) war ein US-amerikanischer Geschäftsmann, Politiker sowie Finanzminister.

## Studium und berufliche Laufbahn
Der Sohn eines Rechtsanwalts absolvierte ein Studium der Rechtswissenschaften an der University of Michigan, das er 1912 beendete. Anschließend arbeitete er als Rechtsanwalt in der Kanzlei seines Vaters in Saginaw, ehe er 1919 Justiziar der M. A. Hanna & Company Stahlwerke. Dort stieg er 1929 zum Präsidenten sowie 1952 zum Vorstandsvorsitzenden auf. In diesen Funktionen führte er die Firma auch in andere Wirtschaftsbereiche wie Bankwesen, Kupfer-, Plastik- und Erdgasindustrie.

## Politische Laufbahn

### Wirtschaftsberater der Regierung Truman
Ende der 1940er Jahre trat er in die Dienste der Regierung von Präsident Harry S. Truman insbesondere als Berater für Wirtschaftsfragen. 1948 bis 1949 war er Vorsitzender des Komitees zur Prüfung von Reparationen der Verwaltung für wirtschaftliche Zusammenarbeit. 1949 war er Mitglied des Wirtschaftsberatungsrates des Handelsministeriums. Schließlich war er 1950 Helfer bei der Aushandlung eines Vertrages zwischen den Bergwerksgesellschaften und der Vereinigten Bergarbeitergewerkschaft.

### Finanzminister unter Präsident Eisenhower

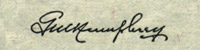
Unterschrift von Humphrey auf US-Dollar-Noten

Nach der Wahl von Dwight D. Eisenhower zum Präsidenten der Vereinigten Staaten wurde er von diesem am 21. Januar 1953 zum Finanzminister ernannt.
In dieser Funktion war er ein starker Befürworter einer Steuerreform. Diese wurde bereits 1954 durch den Kongress der Vereinigten Staaten verabschiedet und sah die Reduzierung der persönlichen Einkommensteuer sowie die Aufhebung der Besteuerung des Übergewinns vorsah. Humphrey war besonders daran interessiert, die Ausgaben der Regierung zu reduzieren, um dadurch die Inflation zu bekämpfen. Durch seine Amtsführung gelang ihm im Haushaltsjahr 1956 sogar die Erwirtschaftung eines Haushaltsüberschusses, so dass das Bundesbudget zum ersten Mal seit 1951 positiv abschloss.
Humphrey gehörte nicht nur zu einer Reihe von Geschäftsleuten, die von Präsident Eisenhower zur Übernahme von Regierungsaufgaben bewegt werden konnte, sondern wahrscheinlich wegen seiner engen Freundschaft zu Eisenhower auch zu den einflussreichsten Beratern des Präsidenten. Am 29. Juli 1957 trat er aus Altersgründen von seinem Amt als Finanzminister zurück. Nachfolger wurde am selben Tag Robert B. Anderson.
Im selben Jahr kehrte er zunächst zu den Hanna Stahlwerken als Vorsitzender des Aufsichtsrates zurück und wurde kurz darauf Vorstandsvorsitzender der National Steel Corporation.